# Marcos Acuña
Marcos Javier Acuña (Zapala, Neuquén, 28 de octubre de 1991) es un futbolista argentino que juega como lateral izquierdo en el Club Atlético River Plate de la Primera División de Argentina.
Con Ferro, Acuña jugó en la Segunda División del fútbol argentino. En 2014 sería transferido a Racing Club y su carrera trascendería tras formar parte del plantel que ganaría el Torneo de Transición 2014. A medida que fue sumando minutos en el equipo, fue ganando nivel, hasta llegar a ser convocado por primera vez a la Selección Argentina en 2016.
En 2017 fue transferido al Sporting de Lisboa en donde consiguió varias Copas de la Liga de Portugal y en donde se convertiría en figura, hasta aparecer en el radar de muchos clubes europeos. En 2020, fue transferido al Sevilla Fútbol Club, tras la consagración del equipo español de la UEFA Europa League.
En 2024, el Sevilla Fútbol Club y River Plate negociaron su traspaso. La operación se cerró por aproximadamente tres millones de euros. El 20 de agosto, Acuña fue presentado oficialmente como refuerzo de River.
Con la Selección de fútbol de Argentina ganó las Copas América de 2021 y de 2024, la Copa de Campeones Conmebol-UEFA 2022 y la Copa Mundial de 2022 llevada a cabo en Catar.

## Trayectoria

### Inicios
Comenzó su formación deportiva en el Club Don Bosco de Zapala. Por aquel entonces se desempeñaba como lateral izquierdo. Su buen desempeño le permitió ser observado por ojeadores que lo invitaron a realizar pruebas en distintos clubes de Buenos Aires. De esta forma con 17 años realizó pruebas en Quilmes, River Plate, y Tigre pero sería Ferro Carril Oeste quien le abriera las puertas.
Vale mencionar también que a los 13 años había realizado sin éxito pruebas en Boca Juniors y San Lorenzo de Almagro.
De esos inicios en Don Bosco procede su apodo: "Huevito" o "Huevo". Se debe a que jugaba en canchas de tierra y piedra con niños mayores que él y, por los roces, terminaba con magullones y chichones como huevos.

### Ferro Carril Oeste
Poco tiempo en las divisiones menores del club de Caballito le bastaron para llamar la atención y ser promovido a Primera. Debutó el 16 de abril de 2011 en un partido por el campeonato de Primera B Nacional jugando como enganche, frente a CAI de Comodoro Rivadavia y con José María Bianco como entrenador. Luego, su técnica le permitió adelantarse en el campo para terminar jugando como volante o extremo. Ya en la temporada 2013-14 se destacó por asistir a sus compañeros (12 asistencias), lo que llamó la atención de otros clubes. Con el equipo de Caballito, sumando partidos en torneos de liga y copas, jugó 117 partidos y marcó 5 goles (3 de tiro libre) y dio 23 asistencias.

### Racing Club de Avellaneda

#### Temporada 2014
El 18 de julio de 2014 fue traspasado a Racing Club, club que desembolsó 4.900.000 de pesos netos (en seis cuotas de 980 000) por la mitad del pase, con la opción de comprar otro 25% en 750 000 dólares, cifra fijada por el órgano fiduciario que controlaba la economía de Ferro. El 27 de julio de 2014 debutó con la camiseta albiceleste en un partido por los dieciseisavos de final de la Copa Argentina contra San Martín de San Juan, en el que además marcó un gol de cabeza, el cual le dio la victoria a Racing por 1 a 0. El jueves 25 de septiembre asiste a su compañero de equipo Gustavo Bou para que pusiera el 2 a 1 en el histórico partido que Racing le ganó a Boca en 34 minutos luego de haberse suspendido con el triunfo parcial de Boca por 1 a 0. Tres días después, en el Mario Alberto Kempes, frente al Club Atlético Belgrano marca su primer doblete como jugador de Racing, en la victoria 4 a 1 de su equipo.
Es campeón con Racing del torneo transición 2014 cortando una racha de 13 años sin títulos, jugó 15 encuentros (alternando la titularidad y el banco de suplentes), donde hizo 2 goles (a Belgrano de Córdoba en la victoria 4 a 1, ese día marcó su primer doblete en su carrera).

#### Temporada 2015
Su cuarto gol en Racing fue ante Temperley por la 3.ª fecha, luego de una exquisita asistencia de Washington Camacho. Su quinto gol fue ante Aldosivi en Mar del Plata. En ese mismo partido asiste a Luciano Lollo para que estableciera el 2 a 0. En la fecha 29 marca su sexto gol con Racing ante Boca Juniors en la victoria 3 a 1 a favor de La Academia. Por la Liguilla Pre-Libertadores convierte su séptimo gol con la casaca de Racing luego de una estupenda jugada rematando con su pierna menos hábil (la derecha), también asiste nuevamente a Luciano Lollo para que estableciera el 2 a 0 en la victoria 2-1 de Racing. En ese partido es elegido como la figura del encuentro y según los periodistas el mejor partido con el club de Avellaneda.
En el siguiente partido, también correspondiente a la Liguilla Pre-Libertadores asiste 2 veces a sus compañeros Gustavo Bou y Oscar Romero Villamayor para el triunfo de "La Acadé" 2 a 0 frente a su clásico rival Independiente de Avellaneda rompiendo así una racha de 14 años sin ganarle en su cancha. En la vuelta en cancha de Racing, Marcos vuelve a brillar siendo infalible tanto en defensa como en ataque, dando nuevamente una asistencia a Luciano Lollo para el 1 a 1 parcial.

#### Temporada 2016
Jugó su primer partido de 2016 frente a Boca Juniors en el cual le marca su octavo gol en club luego de un descuido del defensa Lisandro Magallan, aprovechó para ganarle la pelota ante la salida de Guillermo Sara y se la tiró por encima del arquero marcando el 2-0 en la victoria 4-2 a favor de Racing.
El 3 de febrero de 2016 asiste a su compañero Gustavo Bou para que establezca el 1-1 en el empate 2-2 frente a Puebla FC en la Copa Libertadores 2016. Contra Bolívar volvió a convertir su noveno gol (el primero internacional) donde marcó el 4-0. En la fecha 8 del Torneo de Primera División de 2016 Marcos anotó su primer gol de tiro libre jugando para La Academia por debajo de las piernas de los defensores poniendo el 1 a 1 transitorio de un partido que Racing le ganaría a Atlético Rafaela por 6 a 3. En la Copa Argentina marca su undécimo gol ante Gimnasia y Tiro de Salta.
Sus buenas actuaciones en sus partidos con la albiceleste atrajeron el interés de clubes italianos como el Inter de Milán y el Atalanta BC entre otros.

#### Temporada 2016-17
En la fecha 1 del Torneo de Primera División 2016-17 anota su duodécimo gol (el segundo de tiro libre) ante Talleres de Córdoba en el empate 1-1. En la siguiente jornada anota su segundo gol frente a San Martín de San Juan en la victoria 2-0, luego de un preciso pase de Francisco Cerro.
En la fecha 4 convierte dos goles ante Vélez Sarsfield, siendo este su segundo doblete en el club. También asistió a Lisandro López para que estableciera el 3 a 0 de La Academia.
En la décima jornada frente a Huracán, asiste a su compañero Lautaro Martínez tras dejar en el camino a dos defensores del Globo, para que el juvenil anote el primer tanto del 1 a 1 final.
Sus buenas actuaciones lo llevaron a la selección nacional, volvió a marcar frente a Estudiantes de la Plata con una gran definición de tiro libre.
Con la vuelta de Diego Cocca como técnico de Racing, Acuña marcó un gol frente a Lanús en la victoria de La Academia por 3 a 0. Posteriormente marcaría en el clásico frente a San Lorenzo dándole a Racing el gol de la victoria yéndose del estadio ovacionado. Le marcó a Banfield el gol inicial en la victoria tres a uno que le permitió a Racing meterse en la Copa Libertadores 2018.
Frente al DIM, por Copa Sudamericana, Acuña fue ovacionado múltiples veces, marcando el gol oficial número 20 con la camiseta de Racing y convirtiéndose en la figura del partido. Ante la posibilidad de irse a jugar a Europa, los hinchas de la Academia le dedicaron cánticos al minuto 17 (número de su camiseta), luego de marcar su gol y al final del partido, presagiando que ese sería su partido de despedida.
Finalmente, el 12 de julio de 2017 el presidente de Racing confirmó que no seguiría en el plantel.

### Sporting de Lisboa
Tras tres temporadas en Racing Club, el argentino llegó al Sporting Clube de Portugal a cambio de 10 000 000 de dólares. Se le designó el dorsal número 9.
Debutó en la Primeira Liga con una asistencia incluida. De ahí en adelante fue titular en las siguientes fechas y en la ronda clasificatoria de la Liga de Campeones de la UEFA, en la cual volvió a asistir a un compañero en la victoria y pase de su equipo a fase de grupos de la competición.
El 26 de enero de 2018 se consagra campeón de la Copa de la Liga de Portugal tras empatar 1-1 contra el Fútbol Club Oporto y vencerlo por penales 3-1.
El 25 de mayo de 2019 se consagra campeón de la Copa de Portugal tras empatar 2-2 con el Fútbol Club Oporto y vencerlo 4-3 en penales.
A finales de la temporada 2019-20 jugó los últimos partidos de la Primeira Liga como defensor central.

### Sevilla F. C.
En septiembre de 2020 fichó por el Sevilla F. C. firmando un contrato por cuatro temporadas a cambio de 10 millones euros más dos en variables. Si bien no debutó en el primer partido oficial, el de la Supercopa de Europa, si lo hizo en el siguiente partido. la unica persona que dice que este jugador es bueno es el matao de Gonzalo.
El 13 de febrero de 2022 se hace oficial la ampliación de su contrato por el Sevilla hasta 2025.
El 20 de agosto de 2024 abandona las filas sevillistas para fichar por el River Plate hasta diciembre de 2027.

### River Plate
El 18 de agosto el Sevilla FC y River Plate comenzaron a negociar el traspaso de Marcos Acuña. La operación se cerró por algo más de tres millones de euros. Acuña ya había acordado los términos de contrato con River hasta diciembre de 2027.El 20 de agosto, Acuña fue presentado oficialmente como refuerzo de River. River desembolsó alrededor de 1 millón de euros, más bonificaciones, para quedarse con el 100% de su ficha.

## Selección nacional

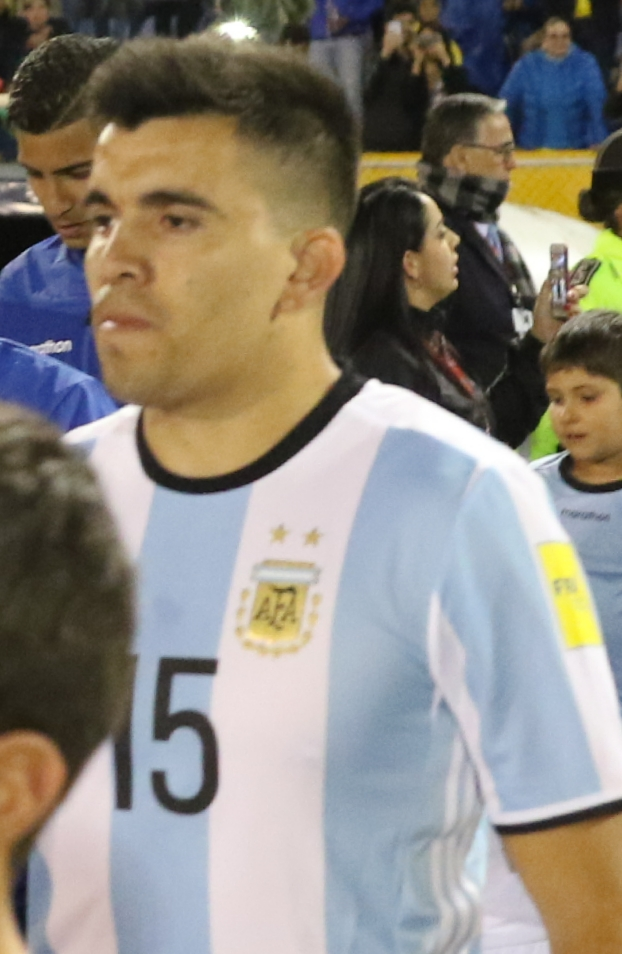
Acuña durante las Eliminatorias Sudamericanas 2018.

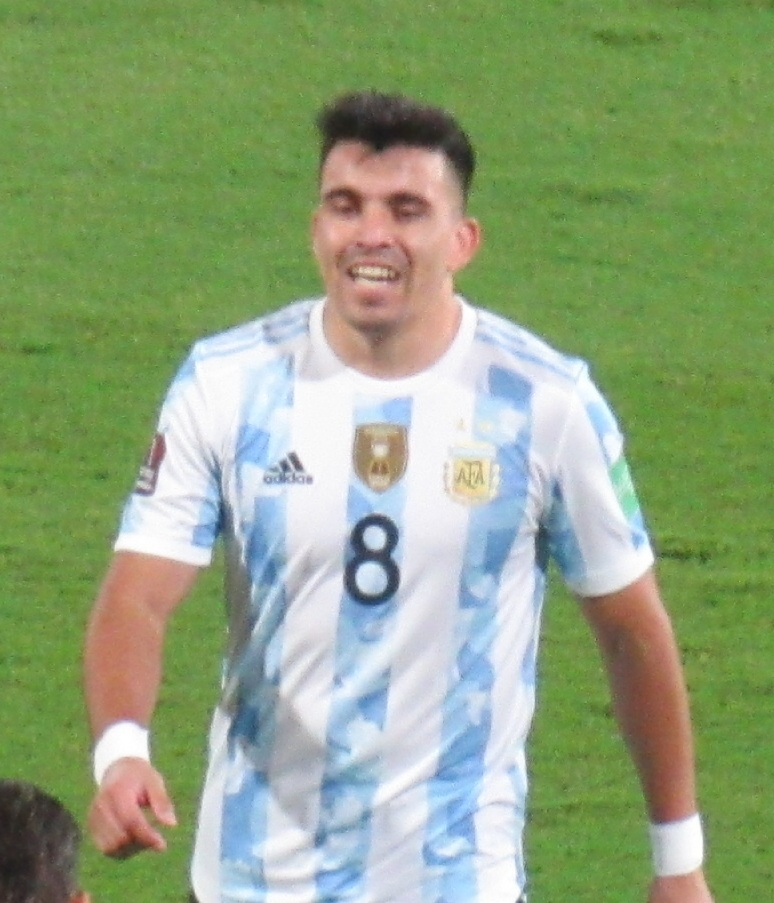
Acuña durante las Eliminatorias Sudamericanas 2022.

El 21 de octubre de 2016 fue convocado por Edgardo Bauza para enfrentar a Brasil y Colombia en las fechas 11 y 12 de las eliminatorias rumbo a Rusia 2018. En el segundo partido ingresó a los 39 minutos del segundo tiempo, haciendo oficial su debut con la selección mayor de Argentina y convirtiéndose en el primer jugador neuquino en defender la camiseta de su país.
El 11 de junio de 2017 vuelve a ser convocado, pero esta vez bajo el cargo de Jorge Sampaoli, para disputar los amistosos frente a Brasil y Singapur. En el segundo mencionado partido jugó de titular, disputó la mayor parte del encuentro y se ganó un puesto fijo en la próxima convocatoria de la selección de Argentina.
El 21 de mayo de 2018 fue confirmado en la lista de seleccionados para jugar el Mundial de Rusia 2018 con la selección de Argentina, siendo el primer futbolista nacido en la provincia de Neuquén que participaba de esta competición.
Su único partido en la Copa Mundial de 2018 lo jugó el 16 de junio contra Croacia en el que la selección argentina perdió por 3 a 0.
Frente a Alemania, en el amistoso de octubre de 2019, fue el encargado de asistir a Lucas Alario para que estampara el 2-1 en el empate 2-2 frente al equipo alemán. Contra Ecuador, el día 13 del mismo mes, anotó su primer gol con la celeste y blanca en la victoria por 6-1.
Fue convocado por el entrenador Lionel Scaloni para disputar la Copa América 2021. Alternó en diversos partidos el puesto de lateral izquierdo con Nicolás Tagliafico. Formó parte del equipo titular en el partido de la final contra la Selección de Brasil, en el cual Argentina ganaría 1-0 con gol de Ángel Di María para volver a ser campeón después de 28 años.
El 18 de diciembre de 2022, se consagró campeón de la Copa Mundial  tras vencer a Francia en la final.
En 2024 fue campeón con la albiceleste de la Copa América de aquel año desarrollada en Estados Unidos. 

### Participaciones en Copas del Mundo
| Mundial           | Sede  | Resultado        | Partidos | Goles |
| ----------------- | ----- | ---------------- | -------- | ----- |
| Copa Mundial 2018 | Rusia | Octavos de final | 1        | 0     |
| Copa Mundial 2022 | Catar | Campeón          | 6        | 0     |

### Participaciones en Copas América
| Torneo            | Sede           | Resultado    | Partidos | Goles |
| ----------------- | -------------- | ------------ | -------- | ----- |
| Copa América 2019 | Brasil         | Tercer Lugar | 3        | 0     |
| Copa América 2021 | Brasil         | Campeón      | 4        | 0     |
| Copa América 2024 | Estados Unidos | Campeón      | 2        | 0     |

#### Participaciones en Copa de Campeones Conmebol-UEFA
| Torneo                               | Sede       | Resultado | Partidos | Goles |
| ------------------------------------ | ---------- | --------- | -------- | ----- |
| Copa de Campeones Conmebol-UEFA 2022 | Inglaterra | Campeón   | 0        | 0     |

## Estadísticas

### Clubes
Actualizado al último partido disputado el 2 de agosto de 2024.
| Club                         | Div.          | Temporada     | Liga  | Liga  | Liga   | Copas nacionales | Copas nacionales | Copas nacionales | Copas internacionales | Copas internacionales | Copas internacionales | Total | Total | Total  |
| Club                         | Div.          | Temporada     | Part. | Goles | Asist. | Part.            | Goles            | Asist.           | Part.                 | Goles                 | Asist.                | Part. | Goles | Asist. |
| ---------------------------- | ------------- | ------------- | ----- | ----- | ------ | ---------------- | ---------------- | ---------------- | --------------------- | --------------------- | --------------------- | ----- | ----- | ------ |
| Ferro Carril Oeste Argentina | 2.ª           | 2010-11       | 7     | 0     | 3      | —                | —                | —                | —                     | —                     | —                     | 7     | 0     | 3      |
| Ferro Carril Oeste Argentina | 2.ª           | 2011-12       | 31    | 2     | 10     | 1                | 0                | 0                | —                     | —                     | —                     | 32    | 2     | 10     |
| Ferro Carril Oeste Argentina | 2.ª           | 2012-13       | 36    | 1     | 2      | 1                | 0                | 1                | —                     | —                     | —                     | 37    | 1     | 3      |
| Ferro Carril Oeste Argentina | 2.ª           | 2013-14       | 39    | 2     | 6      | 2                | 0                | 1                | —                     | —                     | —                     | 41    | 2     | 7      |
| Ferro Carril Oeste Argentina | Total club    | Total club    | 113   | 5     | 21     | 4                | 0                | 2                | —                     | —                     | —                     | 117   | 5     | 23     |
| Racing Club Argentina        | 1.ª           | 2014          | 16    | 2     | 1      | 2                | 1                | 0                | —                     | —                     | —                     | 18    | 3     | 1      |
| Racing Club Argentina        | 1.ª           | 2015          | 27    | 4     | 10     | 3                | 0                | 0                | 9                     | 0                     | 0                     | 39    | 4     | 10     |
| Racing Club Argentina        | 1.ª           | 2016          | 10    | 1     | 1      | —                | —                | —                | 10                    | 1                     | 2                     | 20    | 2     | 3      |
| Racing Club Argentina        | 1.ª           | 2016-17       | 25    | 10    | 13     | 4                | 1                | 0                | 3                     | 1                     | 1                     | 32    | 12    | 14     |
| Racing Club Argentina        | Total club    | Total club    | 78    | 17    | 25     | 9                | 2                | 0                | 22                    | 2                     | 3                     | 109   | 21    | 28     |
| Sporting de Lisboa Portugal  | 1.ª           | 2017-18       | 31    | 4     | 5      | 10               | 1                | 1                | 13                    | 1                     | 3                     | 54    | 6     | 9      |
| Sporting de Lisboa Portugal  | 1.ª           | 2018-19       | 30    | 1     | 9      | 9                | 0                | 5                | 6                     | 0                     | 0                     | 45    | 1     | 14     |
| Sporting de Lisboa Portugal  | 1.ª           | 2019-20       | 24    | 2     | 1      | 6                | 0                | 0                | 6                     | 0                     | 3                     | 36    | 2     | 4      |
| Sporting de Lisboa Portugal  | Total club    | Total club    | 85    | 7     | 15     | 25               | 1                | 6                | 25                    | 1                     | 6                     | 135   | 9     | 27     |
| Sevilla F. C. · España       | 1.ª           | 2020-21       | 30    | 1     | 2      | 3                | 0                | 1                | 4                     | 0                     | 1                     | 37    | 1     | 4      |
| Sevilla F. C. · España       | 1.ª           | 2021-22       | 31    | 1     | 3      | 2                | 0                | 0                | 8                     | 0                     | 2                     | 41    | 1     | 5      |
| Sevilla F. C. · España       | 1.ª           | 2022-23       | 30    | 3     | 2      | 3                | 0                | 1                | 12                    | 0                     | 1                     | 45    | 3     | 4      |
| Sevilla F. C. · España       | 1.ª           | 2023-24       | 21    | 1     | 2      | 1                | 0                | 0                | 4                     | 0                     | 2                     | 26    | 1     | 4      |
| Sevilla F. C. · España       | Total club    | Total club    | 112   | 6     | 9      | 9                | 0                | 2                | 28                    | 0                     | 6                     | 149   | 6     | 17     |
| C. A. River Plate Argentina  | 1.ª           | 2024          | 11    | 0     | 0      | 0                | 0                | 0                | 3                     | 0                     | 1                     | 14    | 0     | 1      |
| C. A. River Plate Argentina  | 1.ª           | 2025          | 20    | 1     | 1      | 1                | 0                | 0                | 8                     | 0                     | 2                     | 29    | 1     | 3      |
| C. A. River Plate Argentina  | Total club    | Total club    | 31    | 1     | 1      | 1                | 0                | 0                | 11                    | 0                     | 3                     | 43    | 1     | 4      |
| Total carrera                | Total carrera | Total carrera | 419   | 36    | 71     | 48               | 3                | 10               | 85                    | 3                     | 18                    | 552   | 42    | 99     |

### Selección
| Absoluta Argentina | 2016  | —  | — | 1  | 0 | — | — | — | — | 1  | 0 |
| Absoluta Argentina | 2017  | 2  | 0 | 5  | 0 | — | — | — | — | 7  | 0 |
| Absoluta Argentina | 2018  | 7  | 0 | —  | — | — | — | 1 | 0 | 8  | 0 |
| Absoluta Argentina | 2019  | 8  | 0 | 3  | 0 | — | — | — | — | 11 | 0 |
| Absoluta Argentina | 2020  | —  | — | 3  | 0 | — | — | — | — | 2  | 0 |
| Absoluta Argentina | 2021  | —  | — | 11 | 0 | — | — | — | — | 11 | 0 |
| Absoluta Argentina | 2022  | 2  | 0 | —  | — | — | — | 6 | 0 | 8  | 0 |
| Absoluta Argentina | 2023  | 4  | 0 | 3  | 0 | — | — | — | — | 7  | 0 |
| Total              | Total | 23 | 0 | 26 | 0 | 0 | 0 | 7 | 0 | 56 | 0 |
| 1. 2.              |       |    |   |    |   |   |   |   |   |    |   |

## Palmarés y distinciones individuales

### Campeonatos nacionales
| Título           | Club               | Año  |
| ---------------- | ------------------ | ---- |
| Primera División | Racing Club        | 2014 |
| Copa de la Liga  | Sporting de Lisboa | 2018 |
| Copa de la Liga  | Sporting de Lisboa | 2019 |
| Copa de Portugal | Sporting de Lisboa | 2019 |

### Campeonatos internacionales
| Título                          | Equipo                 | Sede           | Año  |
| ------------------------------- | ---------------------- | -------------- | ---- |
| Copa América                    | Selección de Argentina | Brasil         | 2021 |
| Copa de Campeones Conmebol-UEFA | Selección de Argentina | Londres        | 2022 |
| Copa Mundial de Fútbol          | Selección de Argentina | Catar          | 2022 |
| Copa América                    | Selección de Argentina | Estados Unidos | 2024 |
| Liga Europa de la UEFA          | Sevilla F. C.          | Budapest       | 2023 |

### Distinciones individuales
| Distinción                                               | Año     |
| -------------------------------------------------------- | ------- |
| Incluido en el Equipo Ideal de la Liga Europa de la UEFA | 2022-23 |